# El Sobreviviente
El sobreviviente es el primer álbum de estudio como solista del cantante puertorriqueño de reguetón Wisin, el cual formó parte del dúo Wisin & Yandel. Fue publicado el 10 de febrero de 2004 bajo Fresh Productions, cuenta con 14 canciones y colaboraciones de cantantes como Daddy Yankee, Alexis & Fido, Tony Dize y Gallego. Canciones en el álbum, como «Wisin, mátalos» y «Saquen los full», fueron parte de una guerra lírica con Don Omar y Héctor el Father.
Una reedición bajo la subsidiaria Machete Music fue publicado el 30 de enero de 2007.

## Lista de canciones
| N.º   | Título                            | Productor(es)                  | Duración |  |
| 1.    | «Intro»                           | DJ Urba & Monserrate           | 1:41     |  |
| 2.    | «La gitana»                       | DJ Sonic                       | 2:54     |  |
| 3.    | «Wisin mátalos»                   | DJ Urba & Monserrate           | 2:42     |  |
| 4.    | «Saoco» (con Daddy Yankee)        | DJ Urba, Fido                  | 3:04     |  |
| 5.    | «Tu cuerpo me llama»              | DJ Urba & Monserrate           | 3:00     |  |
| 6.    | «La camella»                      | DJ Urba & Monserrate           | 3:12     |  |
| 7.    | «El jinete» (con Alexis & Fido)   | DJ Urba, Fido                  | 3:58     |  |
| 8.    | «En busca de un caldo»            | DJ Urba & Monserrate           | 3:44     |  |
| 9.    | «No sé» (con Tony Dize)           | DJ Urba & Monserrate           | 2:59     |  |
| 10.   | «Mujeres hagan filas»             | DJ Sonic                       | 2:53     |  |
| 11.   | «Estoy preso» (con Gallego)       | DJ Sonic                       | 4:01     |  |
| 12.   | «Siente el calor» (con Tony Dize) | DJ Urba, Fido                  | 2:36     |  |
| 13.   | «Riendo para no llorar»           | DJ Sonic                       | 3:24     |  |
| 14.   | «Saquen los Full»                 | DJ Urba & Monserrate, DJ Sonic | 5:20     |  |
| 44:34 |                                   |                                |          |  |

## Posicionamiento en listas
| Listas (2004)                       | Mejor posición |
| ----------------------------------- | -------------- |
| Estados Unidos (Heatseekers Albums) | 44             |
| Estados Unidos (Latin Pop Albums)   | 9              |
| Estados Unidos (Top Latin Albums)   | 20             |

| Listas (2007)                        | Mejor posición |
| ------------------------------------ | -------------- |
| Estados Unidos (Latin Rhythm Albums) | 16             |

## Historial de lanzamiento
| País           | Fecha                 | Formato                           | Edición  | Discográfica      | Ref.  |
| -------------- | --------------------- | --------------------------------- | -------- | ----------------- | ----- |
| Puerto Rico    | 10 de febrero de 2004 | Disco compacto                    | Estándar | Fresh Productions | [ 1 ] |
| Estados Unidos | 30 de enero de 2007   | Disco compacto · Descarga digital | Estándar | Machete Music     | [ 7 ] |